# Lagopus muta nelsoni
Lagopus muta nelsoni es una subespecie  de la familia Tetraonidae en el orden de los Galliformes. 

## Distribución geográfica
Se encuentra en las islas de Unimak, Unalaska y Amaknak (las Islas Aleutianas).